# Kamendaka lar
Kamendaka lar är en insektsart som först beskrevs av Ronald Gordon Fennah 1956.  Kamendaka lar ingår i släktet Kamendaka och familjen Derbidae. Inga underarter finns listade i Catalogue of Life.